# Hannah Neiseová
Hannah Neiseová (* 26. května 2000, Arnsberg) je německá skeletonistka. Na olympijských hrách v Pekingu roku 2022 převapivě vyhrála skeletonový závod, bez předchozího úspěchu ve světovém poháru. Rok předtím se stala juniorskou mistryní světa. Studuje sportovní školu federální policie v Bad Endorfu, kde se připravuje na povolání policistky. Je členkou klubu BSC Winterberg.